# Antirrhinum graniticum
Antirrhinum graniticum är en grobladsväxtart. Antirrhinum graniticum ingår i släktet lejongapssläktet, och familjen grobladsväxter.

## Underarter
Arten delas in i följande underarter:
- A. g. ambiguum
- A. g. brachycalyx
- A. g. graniticum

## Bildgalleri

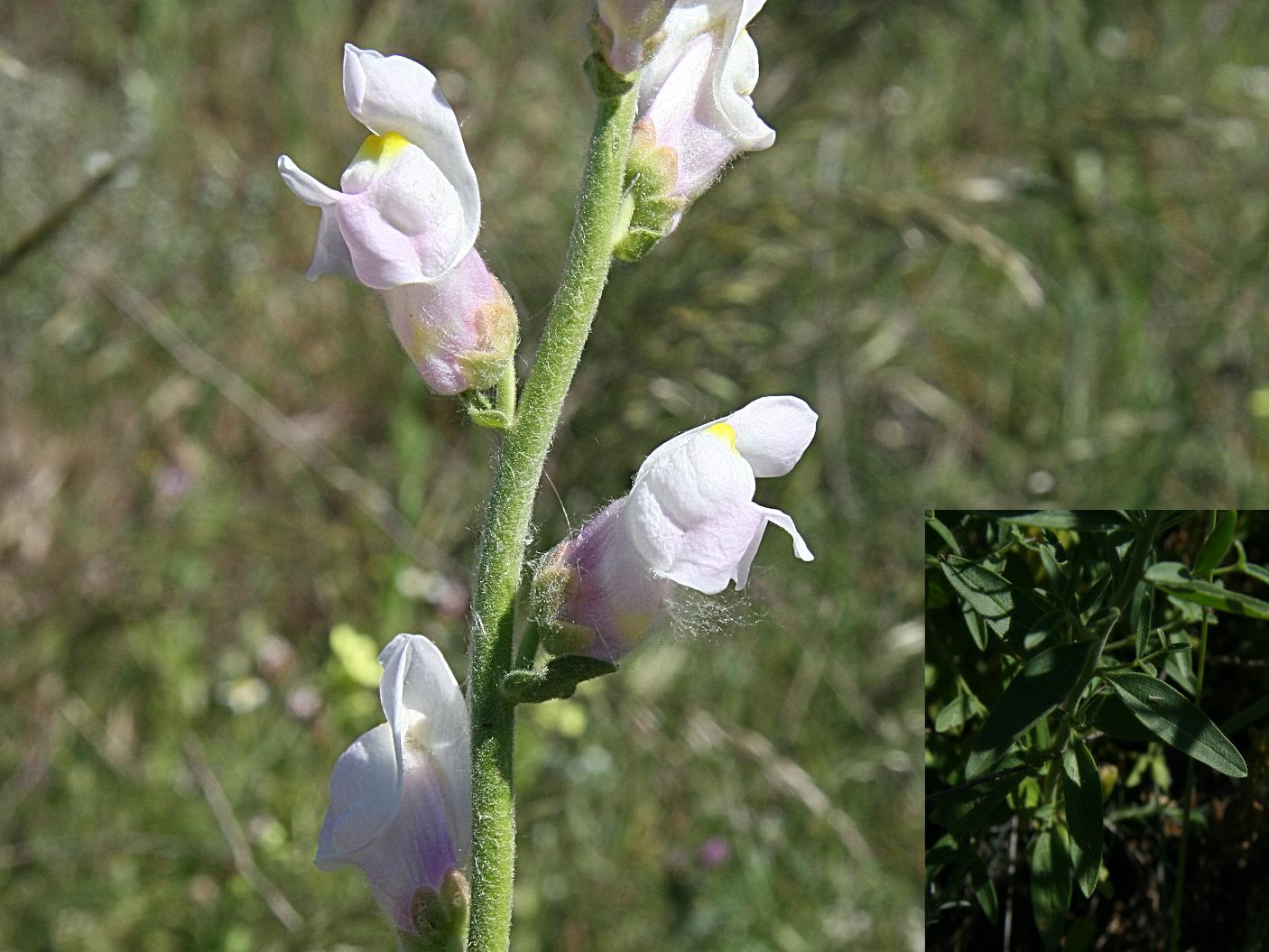
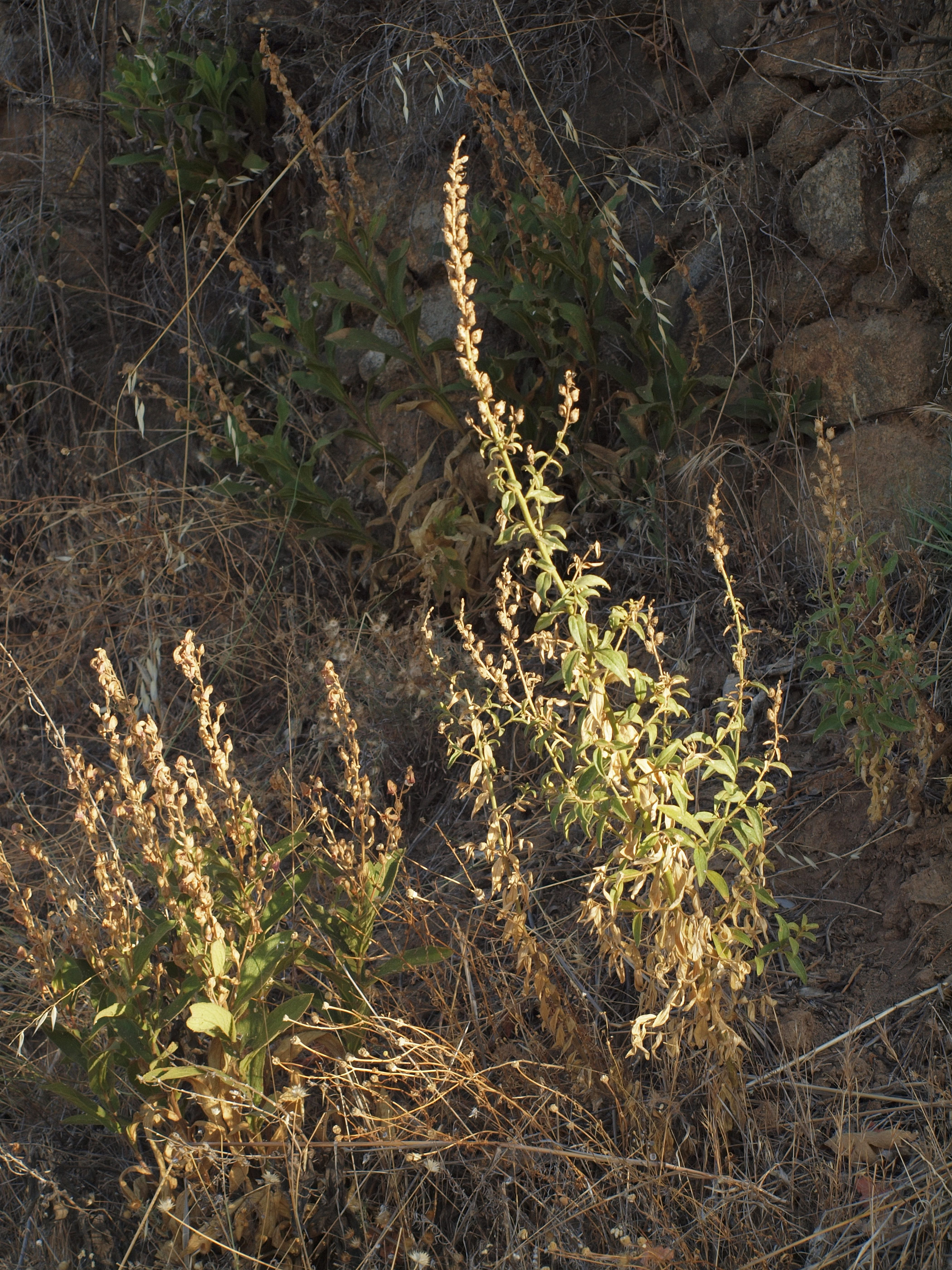
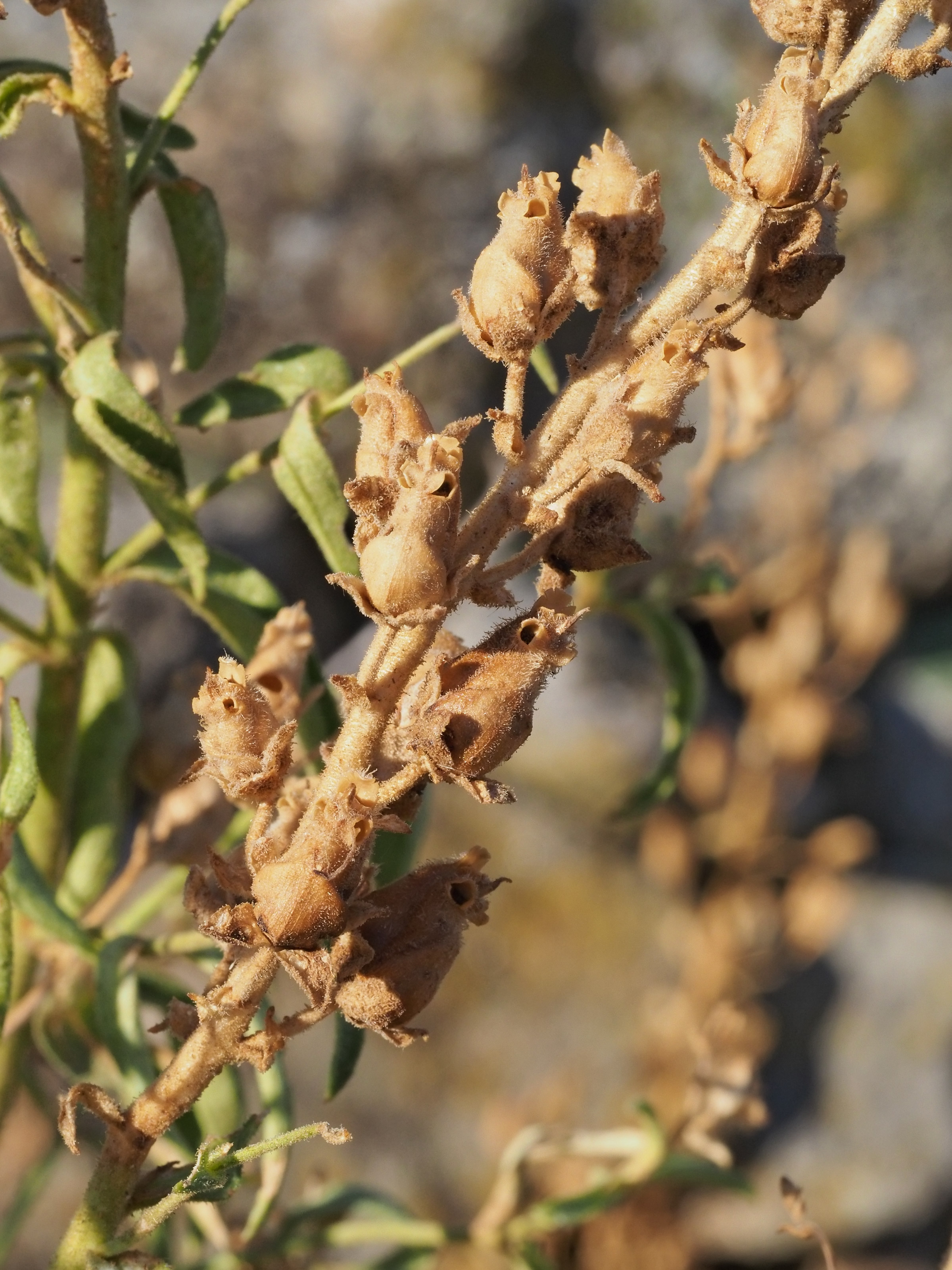
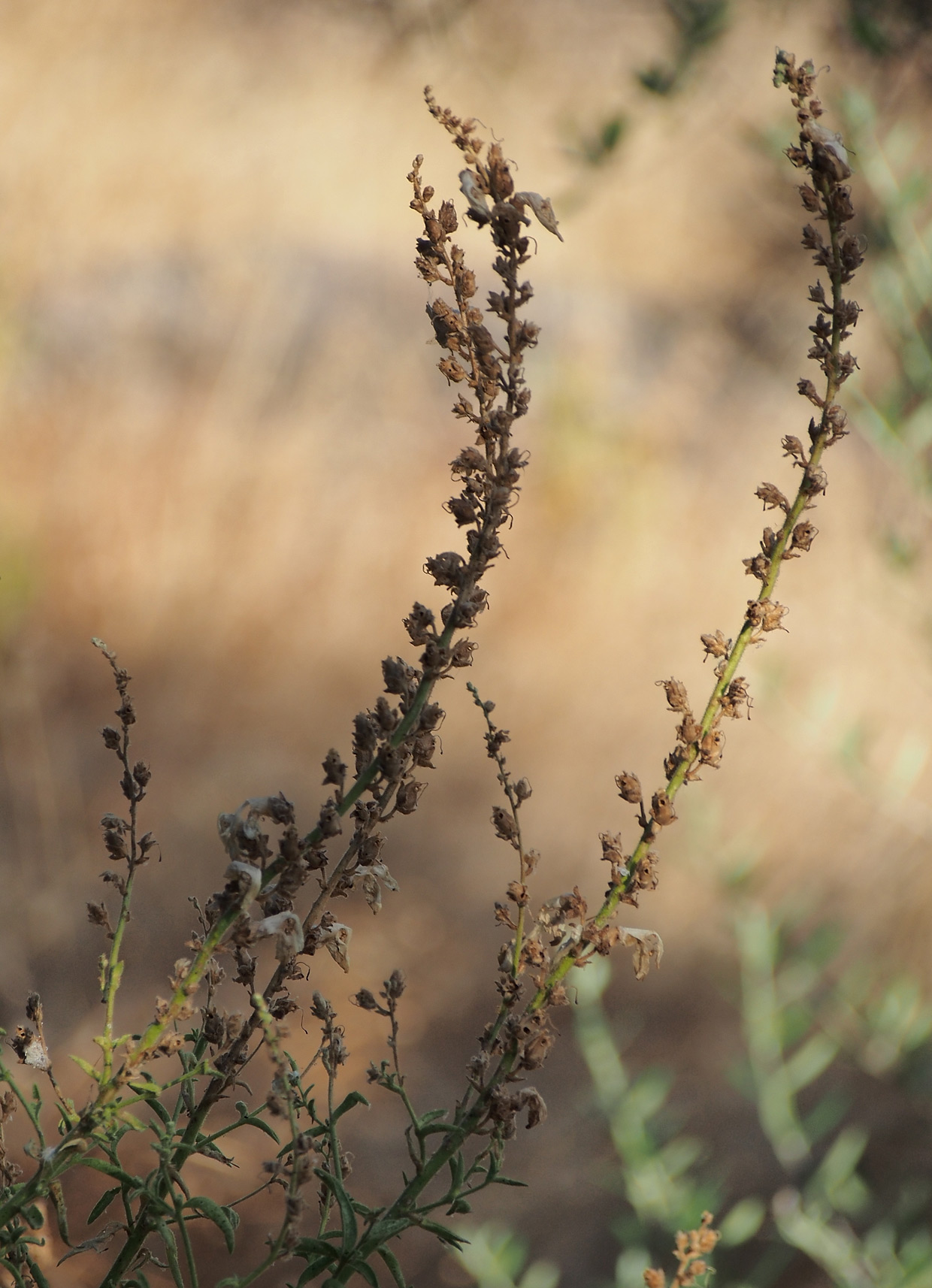
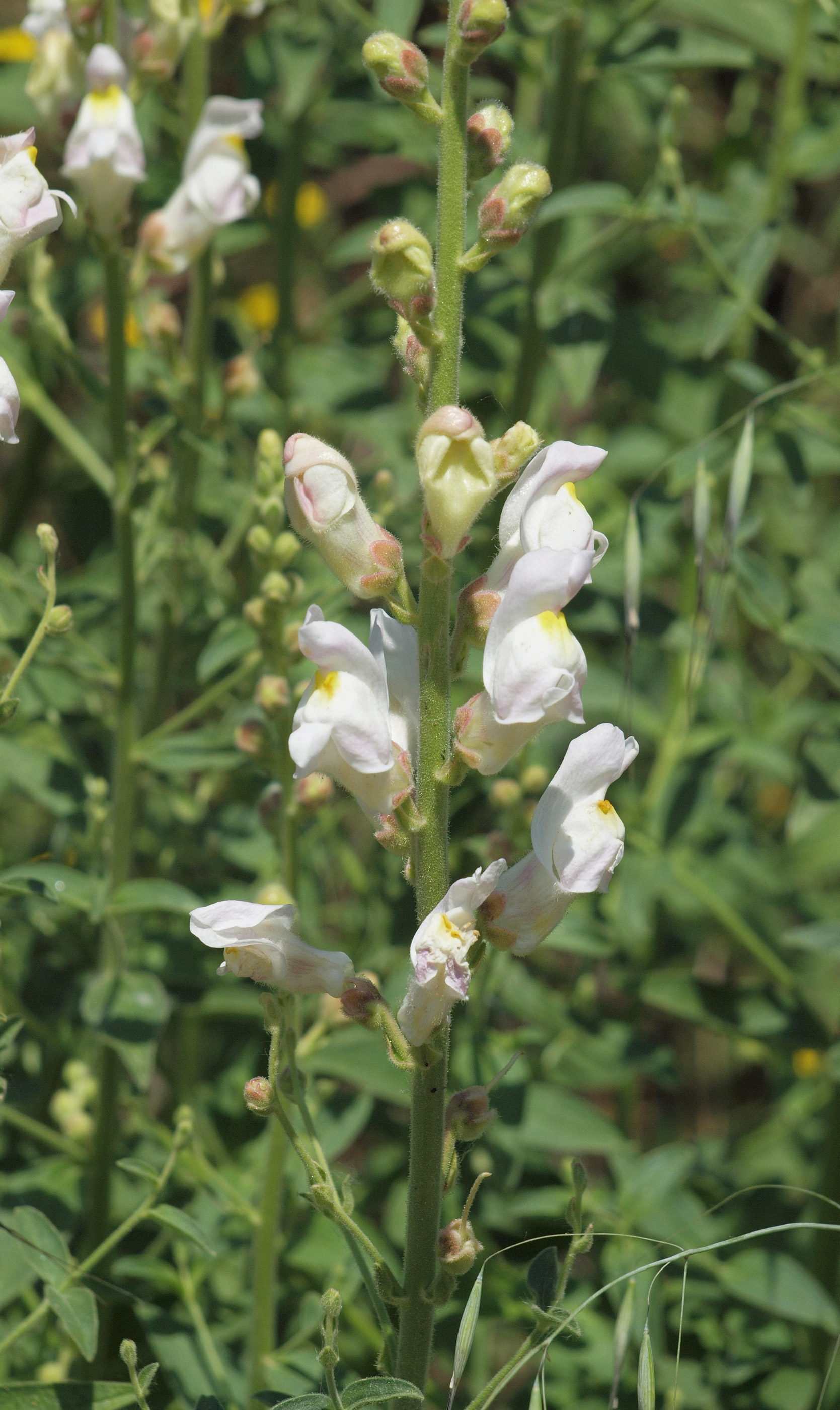
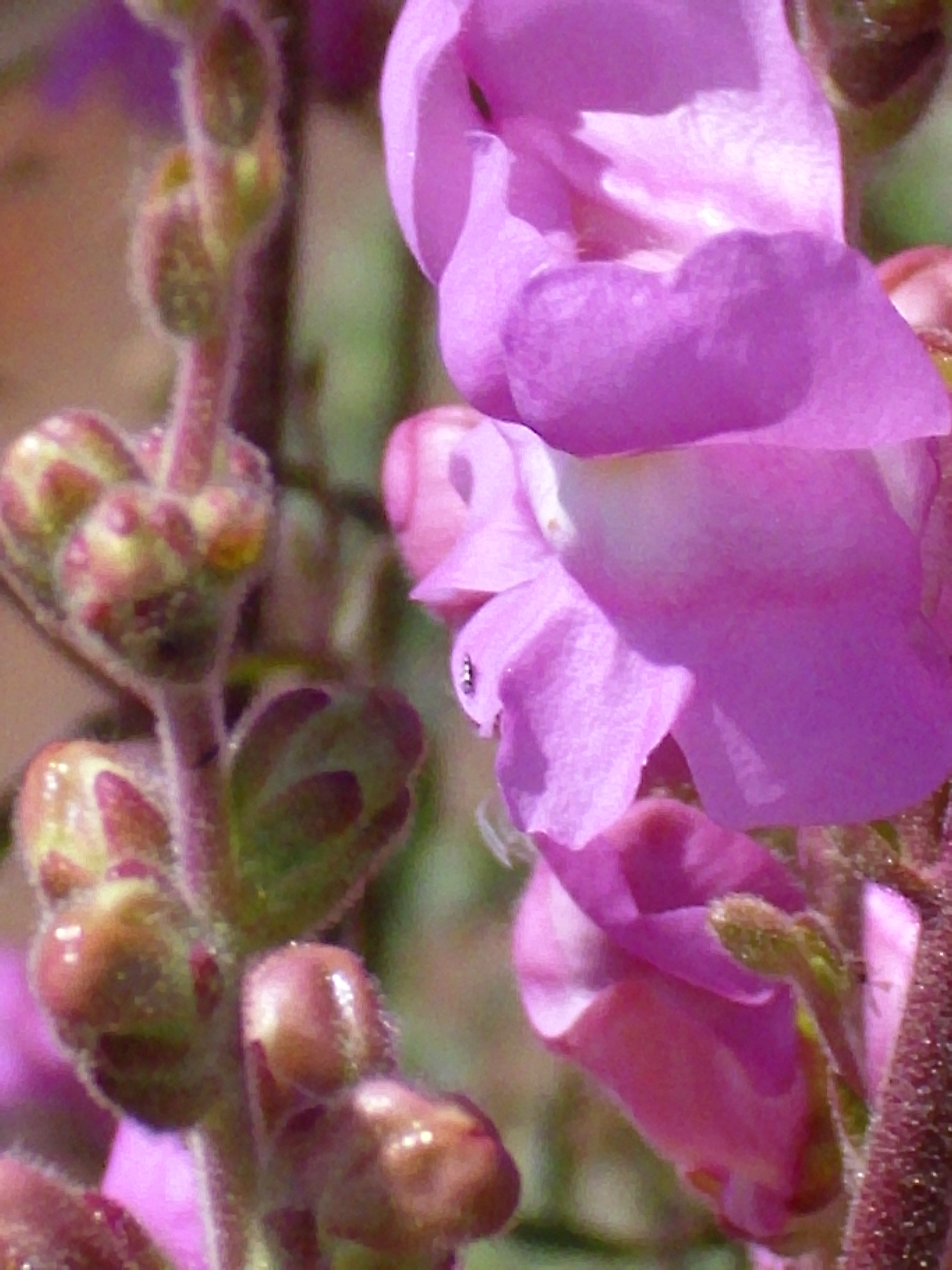